# Pál apostol cselekedetei
Pál apostol cselekedetei alatt újszövetségi apokrif iratot értenek, mely valószínűleg 160–180 között íródott. . A mű kiegészíti az Az apostolok cselekedetei-t és beszámol Pál apostol vértanúságáról. 
A mű szerint Pált Rómában, az ostiai úton lefejezték, feje a földön hármat ugrott, és három gyógyító forrás fakadt az esések helyén.
Pál Cselekedetei – amelynek hitelességét vagy értékét Eusebius Egyháztörténetében vitatta – olyan elbeszélésekből áll, amelyek Pál prédikálását, utazását és egyéb tevékenységeit mutatják be, mint például levelezése a korinthosziakkal.
A műt először Tertullianus ( 160–225) említi, aki eretneknek találta a könyvet, mert prédikálásra és keresztelésre bátorítja a nőket. Tertullianus alapján a könyvet egy ázsiai gyülekezet presbitere írta, aki azt állította, hogy „Pál iránti szeretetből” írta, és akit kizártak egyházi hivatalából. Az utolsó része, a Pál levelezése a korinthosziakkal nagyjából egy évszázaddal Pál halála után íródott.
Richard J. Bauckham újszövetségi tudós alapján a mű szerzője amellett, hogy az Apostolok Cselekedeteinek folytatását írta meg, Pál utolsó éveinek értelmezése alapján, az 1. és 2. Korinthusi levél mellett a 2. Timóteusból merített.